# Christoph von Dohna
Christoph von Dohna (Mohrungen, 27 giugno 1583 – Orange, 1º luglio 1637) è stato un politico tedesco.
Fu burgravio di Dohna.

## Biografia
Nato nel 1583 a Mohrungen (Morąg), Ducato di Prussia, Christoph era figlio di Achatius von Dohna e di sua moglie, Barbara von Wernsdorf. Dopo i primi anni di istruzione tramite un tutore privato, Christoph frequentò una serie di istituzioni come l'Università di Rostock (1597), l'Università di Altdorf (1598), l'Università di Heidelberg (1599), l'Università di Siena (1601), l'Università di Perugia (1602), l'Università di Genova (1604) e quindi fece ritorno nel 1606 all'Università di Heidelberg.
Dopo aver terminato i propri studi, si pose al servizio del principe Cristiano I di Anhalt-Bernburg che era cancelliere presso l'elettore Federico IV del Palatinato. Alla morte di quest'ultimo nel 1610, venne succeduto da Federico V di cui Cristiano I divenne uno dei consiglieri più fidati, esercitando su di lui una notevole influenza. Sotto la tutela di Cristiano I, Christoph von Dohna divenne consigliere dell'elettore (Rat) e poi Ciambellano (Oberstkämmerer) nel 1620. Sposò Ursula von Solms-Braunfels il 23 marzo 1620.
Durante questi stessi anni, Christoph rimase uno studioso particolarmente attento e venne invitato a entrare a far parte della Società dei Carpofori nel 1619 per i suoi studi sulle proprietà benefiche delle erbe naturali. Adotto la pianta di origano come suo emblema.
Dopo il crollo della politica di Federico V nel 1620 e l'occupazione dei suoi territori da parte delle truppe imperiali, Christoph von Dohna si spostò a Spandau dove sua moglie godeva di un appannaggio. Trascorse gli anni compresi tra il 1624 ed il 1628 vivendo perlopiù nella sua antica residenza di Carwinden. Nel 1628, costretto ad abbandonare il suo castello a causa della Guerra polacco-svedese, si portò ad Emden.
Nell'ottobre del 1630, il principe Federico Enrico d'Orange, suo cognato, lo nominò governatore del Principato d'Orange, incarico che mantenne sino alla sua morte avvenuta in città il 1º luglio 1637.

## Matrimonio e figli
Christoph sposò Ursula, figlia di Giovanni Alberto I di Solms-Braunfels. La coppia ebbe i seguenti figli:
- Federico (1621-1688)
- Cristiano Alberto (1621-1677)
- Enrico (1624-1643)
- Elisabetta (1625-1691)
- Enrichetta (1626-1655)
- Caterina (1627-1697)
- Cristoforo Delfico (1628-1668)
- Luisa (1633-1690)